# Penya-segats de Vixía de Herbeira
Els penya-segats de Vixía de Herbeira o, més comunament, penya-segats d'Herbeira, són els penya-segats amb major cota sobre el nivell de mar de l'Europa continental, amb 613 metres d'altura sobre el nivell del mar, i les cambres de més altura d'Europa (si incloem les illes), després dels d'Hornelen (860 m), cap Enniberg (754 m) i Croaghaun (668 m). Uns altres d'alçada semblant són Preikestolen (604 m), Slieve League (601 m) i Cap Girão (580 m).

## Situació
Són a la serra de la Capelada, entre el municipi de Cariño i el de Cedeira, a Galícia. La carretera DP-2205 uneix Cariño amb Cedeira i el llogaret i santuari de San Andrés de Teixido voreja aquests penya-segats en el seu tram de major altitud. Molt a prop és el cap Ortegal, on es localitzen les roques més antigues de la península Ibèrica i les quartes del món. En aquesta zona hi ha petites explotacions mineres, ja abandonades, de les quals s'extreia níquel al segle segle xix i principis del xx. En una d'aquestes pedreres es va descobrir el 1849 la zaratita, un dels pocs minerals descoberts a l'estat espanyol.
La vegetació n'és predominantment de matoll o muntanya baixa a causa de l'altitud i exposició als forts vents procedents de l'oceà, amb abundància de brucs i gatoses, així com extenses prades on pasta ramat boví i cavallí en règim de semillibertat.

## Garita d'Herbeira
Al punt més elevat i just a la vora del penya-segat s'aixeca la garita d'Herbeira. És una antiga construcció de pedra amb sostre en arc d'uns 15 m², aixecada originàriament al segle xviii. L'actual construcció data de 1805 i formava part d'una sèrie de llocs de vigilància marítima al llarg de tota la costa.
L'any 2003 la garita i el seu entorn van ser objecte de treballs de restauració.
Estan inclosos en el LIC, Costa àrtabra i a la Xarxa Natura 2000, dins de la directiva d'hàbitats.

Penya-segats a Europa (gràfic)
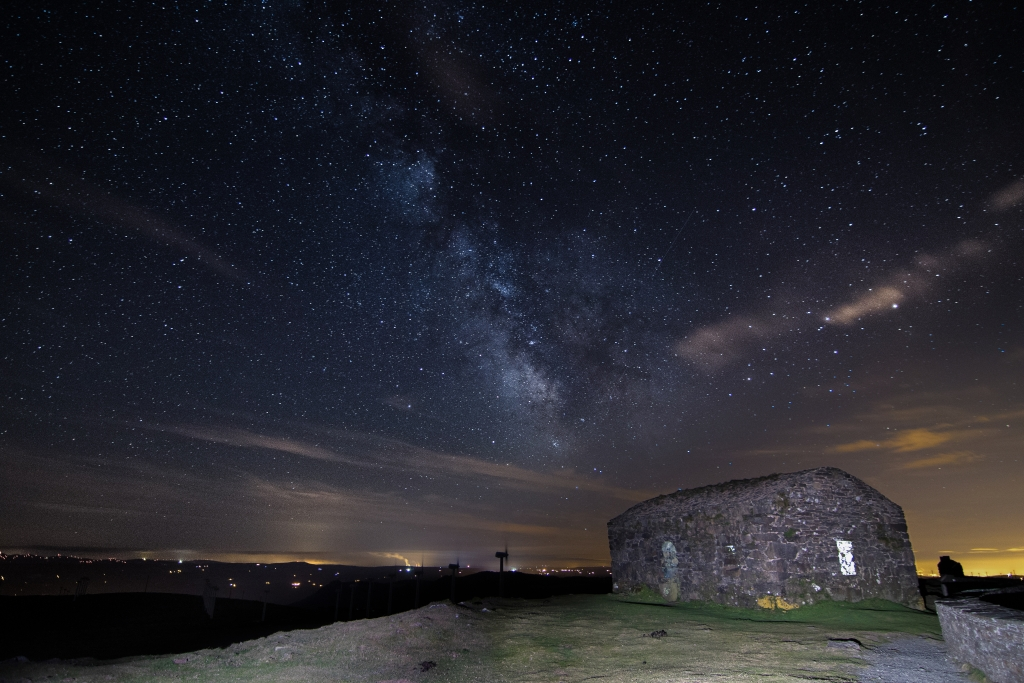
Foto nocturna de la garita d'Herbeira